# Каммарелле, Роберто
Робе́рто Каммаре́лле (итал. Roberto Cammarelle, род. 30 июля 1980 года в Милане, Италия) — итальянский боксёр-любитель, выступающий в супертяжелой весовой категории (свыше 91 кг). Олимпийский чемпион (2008), серебряный (2012) и бронзовый (2004) призёр Олимпийских игр. Двукратный чемпион мира (2007, 2009), бронзовый призёр чемпионата мира (2005, 2013). Трёхкратный вице-чемпион Европы (2002, 2004, 2011).

## Любительская карьера
В 2012 году принял участие на Олимпиаде в Лондоне, где дошёл до финала в весовой категории свыше 91 кг, в полуфинале победил Магомедрасула Меджидова. В финале в бою против британца Энтони Джошуа боксеры набрали по 18 баллов, и по решению судей победа была присуждена британцу.
В 2013 году на чемпионате мира в Алма-Ате стал бронзовым призёром, проиграв Магомедрасулу Меджидову, который сумел отправить его в нокдаун.

## Государственные награды
- Кавалер ордена «За заслуги перед Итальянской Республикой» — 27 сентября 2004 года
- Командор ордена «За заслуги перед Итальянской Республикой» — 5 сентября 2008 года